# Sasunaga albistrigata
Sasunaga albistrigata är en fjärilsart som beskrevs av W. Warren 1913. Sasunaga albistrigata ingår i släktet Sasunaga och familjen nattflyn. Inga underarter finns listade.